# ケラケランド
『ケラケラランド』は、ケラケラの2作目のオリジナルアルバム。2014年10月29日にユニバーサルシグマから発売された。

## 収録曲

### CD
1. マシュマロ
作詞：ふるっぺ・森さん・Litz、作曲：ふるっぺ
2. ケラケラじゃんけん
作詞：ふるっぺ・森さん・本間律子、作曲：ふるっぺ
3. 夢コンシェルジュ
作詞：ふるっぺ・森さん・平義隆、作曲：ふるっぺ
4. STATION
作詞：ふるっぺ・森さん・平義隆、作曲：ふるっぺ
5. 本当の私
作詞：MEME、作曲：ふるっぺ
6. キズナジャンプ
作詞：ふるっぺ・森さん・平義隆、作曲：ふるっぺ
7. ひとつだけ
作詞：ふるっぺ・森さん、作曲：ふるっぺ
8. アンサー
作詞：ふるっぺ・森さん、作曲：ふるっぺ
9. ドラマチック
作詞：ふるっぺ、作曲：ふるっぺ
10. ミュウ
作詞：ふるっぺ、作曲：ふるっぺ
11. MAKE UP
作詞：ふるっぺ・森さん・Litz、作曲：ふるっぺ
12. キミと、ずっと。
作詞：ふるっぺ・森さん・Litz、作曲：ふるっぺ
13. スターラブレイション（Jazzin’park wedding remix）
作詞：ふるっぺ・森さん・Litz、作曲：ふるっぺ

### DVD（初回限定盤のみ）
1. 「ひとつだけ」MUSIC VIDEO
2. 「MAKE UP」MUSIC VIDEO
3. 「みんなで踊ろう！ケラケラじゃんけん」振付けビデオ